# Памятник Гринкевичу
Памятник Гринкевичу установлен на могиле гвардии полковника, командира 32-й гвардейской танковой бригады Франца Андреевича Гринкевича в Ворошиловском районе Донецка, сквере Театральной площади.
Памятник представляет собой боевой танк Т-34, установленный на высоком гранитном постаменте. За время своего существования памятник несколько раз поменял свой внешний вид, как постамент, так и модель танка. Танк Гринкевича несколько раз менял место дислокации.
На городских праздничных мероприятиях посвящённых Дню Победы к памятнику Гринкевичу возлагаются цветы. В Донецке именем Гринкевича, кроме того ещё названа улица.

## Расположение
Памятник находится в сквере Театральной площади, ограниченном улицей Артёма, проспектом Гурова, Театральным проспектом и расположенном между театром оперы и балета и гостиницей (отелем) «Донбасс Палас». Географические координаты: 48°00′19″ с. ш. 37°48′13″ в. д.. В сквере кроме могилы Гринкевича также находится могила ещё одного освободителя Донбасса в годы Великой Отечественной войны — генерал-лейтенанта, члена Военного Совета Южного фронта Кузьмы Акимовича Гурова. Оба умерли не в Донецке (Гуров умер 25 сентября 1943 года в селе Гусарка Куйбышевского района Запорожской области; Гринкевич умер 11 октября 1943 года в селе Харьково Запорожской области), но их тела были перевезены после смерти и похоронены здесь. Сердце Гурова похоронено отдельно от тела — на месте смерти, в селе Гусарки, Запорожской области. Захоронение тел этих военачальников далеко от места смерти объясняется инструкцией НКО от 4 апреля 1942 года, согласно которой тела начальствующего состава, от командира полка и выше отправлялись в тыл, где хоронились в скверах городов и посёлков, чтобы не потерять их могилы.
| План Театральной площади | 1. Проезжая часть улицы Артёма; 2. Донецкий национальный академический театр оперы и балета имени А. Б. Соловьяненко; 3. Театр кино имени Т. Г. Шевченко; 4. Донгипрошахт; 5. Памятник Гринкевичу; 6. Памятник Гурову; 7. Памятник Анатолию Соловьяненко; 8. Скифская композиция; 9. Жилые дома по проекту архитектора Г. А. Благодатного. |

## Смерть и похороны Гринкевича
Франц Андреевич Гринкевич командовал 32-й гвардейской танковой бригадой, которая в сентябре 1943 года освобождала Сталино. В одном из боёв Гринкевич был смертельно ранен и умер 11 октября 1943 года в селе Харьково Запорожской области.
Франц Гринкевич награждён тремя орденами Красной Звезды, Красного Знамени и Отечественной войны. Последний орден получил незадолго до своей смерти.
Согласно легенде, танкисты похоронили его в центре Сталино, на могиле соорудили постамент с фотографией своего командира и своими руками втянули на могильный холм боевой танк Т-34-76, на котором воевал Гринкевич. Фактически установленный на могиле танк не был укомплектован рацией и никак не мог являться командирской машиной.

## Первый вариант памятника
Первый вариант памятника представлял кирпичный и оштукатуренный постамент в виде куба, сочленённого с наклонной призмой на который был водружён боевой танк Т-34-76. Постамент имел двойной стилобат и карниз. На фронтальной плоскости был размещён большой портрет Франца Андреевича Гринкевича, который находился в застеклённой нише, а так же и две таблички с информацией о гвардии полковнике, его подвиге и словами благодарности.

Первоначальный вид памятника Гринкевичу. Фотография начала 1960-х годов

## Второй вариант памятника
В 1964 году на могиле появились высокий гранитный постамент и мраморные плиты с отлитой из металла надписью «Вечная слава героям, павшим в боях за свободу и независимость нашей Родины. 1941—1945». Некоторое время на новом постаменте стоял старый танк, но затем он был заменён на более современный танк Т-34-85, а боевой танк с Театральной площади переместили во двор краеведческого музея, который тогда располагался в одном здании с библиотекой имени Крупской.

## Дальнейшие перемещения танка Гринкевича
В 1972 году танк вместе с музеем переехал в другое место и до 2010 года стоял перед фасадом краеведческого музея, выходящим на улицу имени Челюскинцев. В 2010 году танк был отправлен на площадку военной техники к монументу «Твоим освободителям, Донбасс». Сотрудники музея устроили торжественные проводы танку под «Прощание славянки».

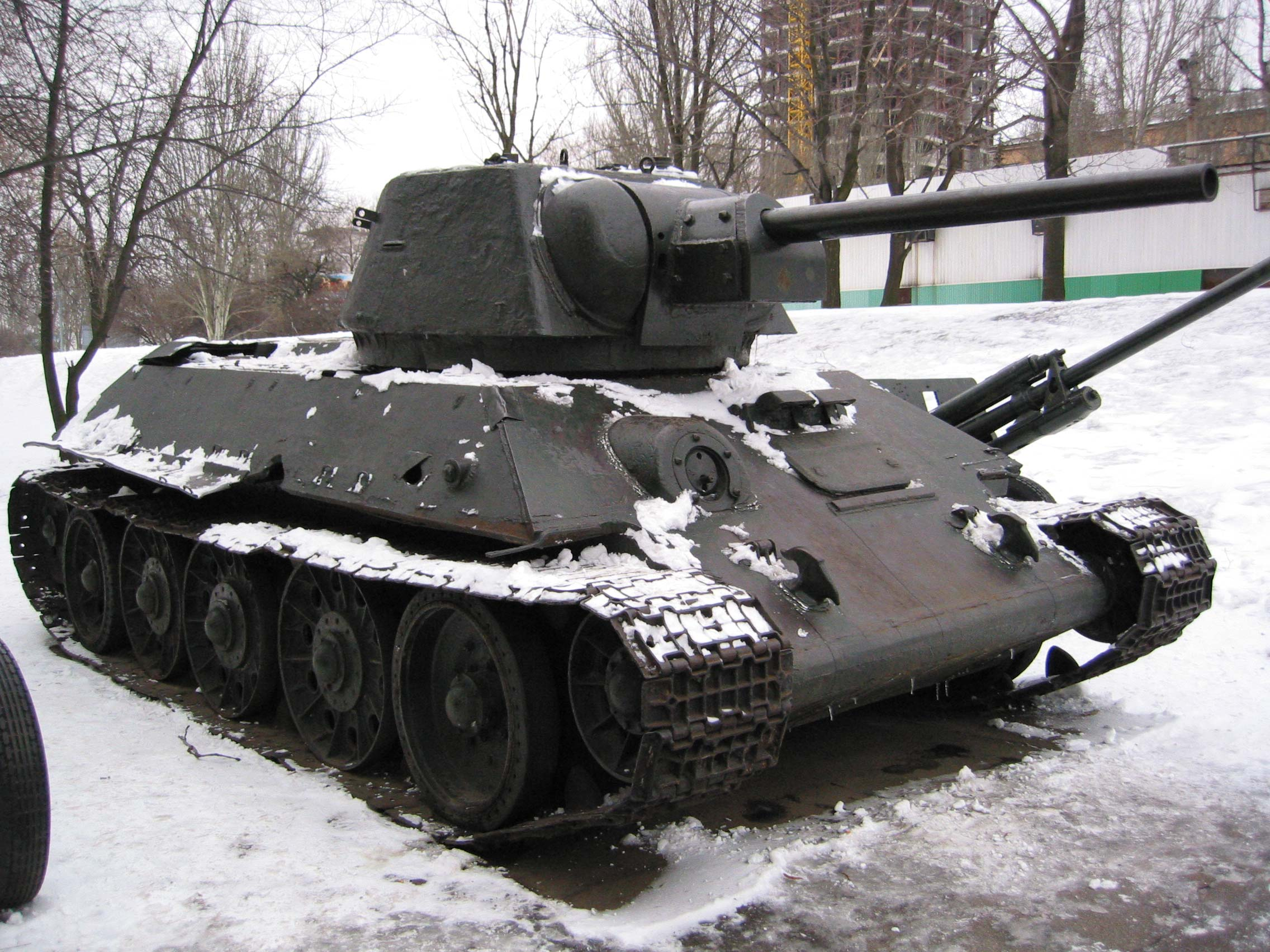
Т-34 Гринкевича у краеведческого музея
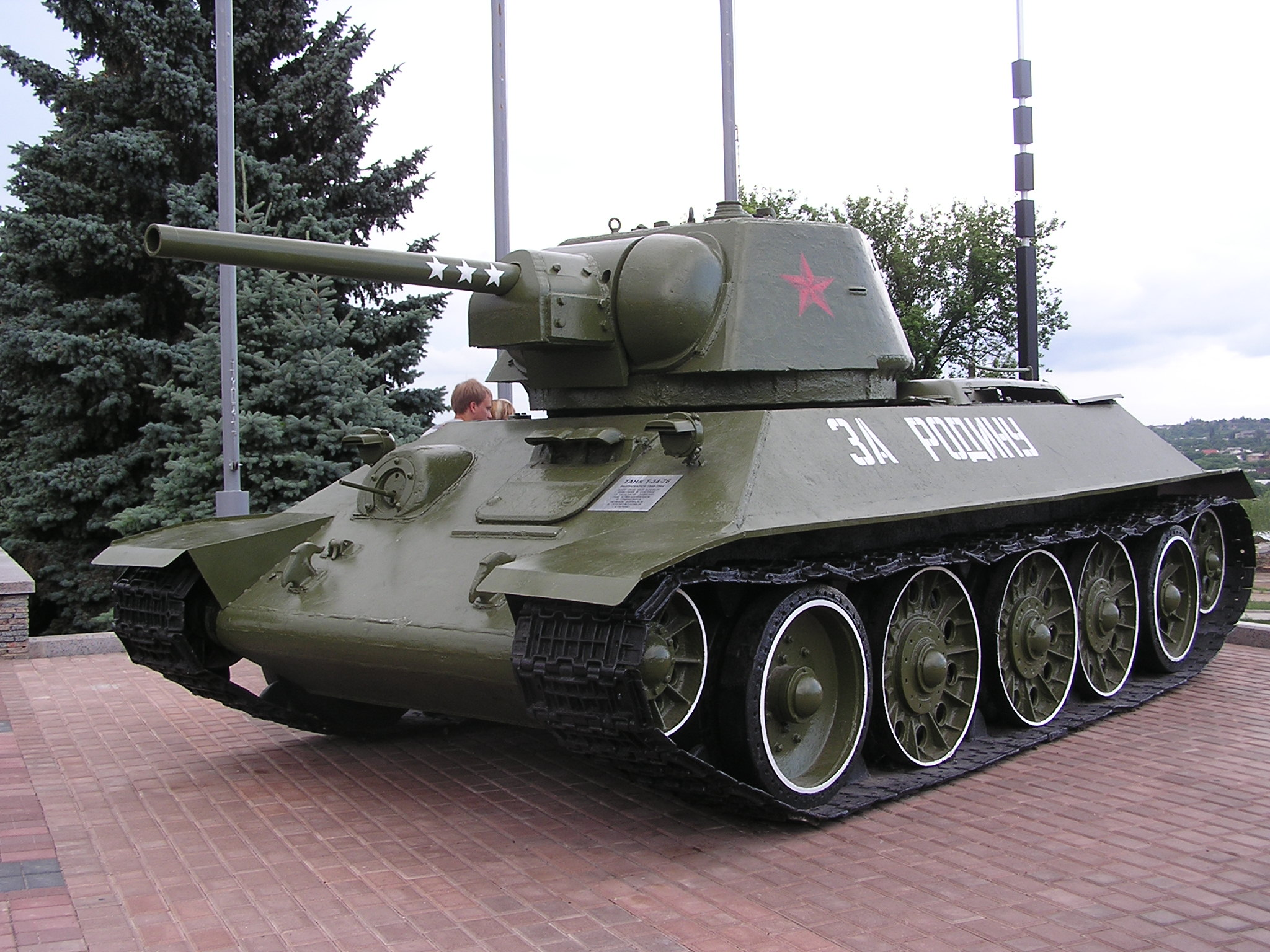
Т-34 Гринкевича на площадке у монумента «Твоим освободителям, Донбасс».